# Nicocreont
Nicocreó (en llatí Nicocreon, en grec antic Νικοκρέων "Nikokréon") fou rei de Salamina de Xipre al segle IV aC. Probablement era successor de Pintàgores de Salamina.
Era rei de Salamina quan Alexandre el Gran va iniciar la seva expedició cap a l'Àsia, i es va sotmetre al conqueridor (334 aC) com els altres prínceps de l'illa. L'any 331 aC, després que Alexandre va tornar d'Egipte i acabat el setge de Tir, Nicocreó va anar a Tir a fer homenatge al rei i es va destacar per la seva magnificència, segons diu Plutarc.
A la mort d'Alexandre va participar al costat de Ptolemeu I Sòter contra Antígon el Borni. El 315 aC apareix prenent part activa en la lluita contra els prínceps xipriotes aliats d'Antígon, amb el suport de Seleuc I Nicàtor i de Menelau de Xipre (germà de Ptolemeu) i com a recompensa se li van donar els territoris de Citium, Lapithos, Kyrenia i Marion, a més de mantenir Salamina, i va rebre el comandament de tota l'illa de la que Menelau n'era el governador, segons Diodor de Sicília.
Poc després els egipcis van anar deposant a tots els prínceps locals. La sort de Nicocreó no és coneguda, però ja havia mort o havia estat deposat el 306 aC, ja que no se'l menciona durant el setge de Salamina per Demetri Poliorcetes en aquest any. L'única anècdota personal que de la seva vida és que va fer matar de forma bàrbara al filòsof Anaxarc en revenja per un insult referit a la seva visita a Alexandre, segons diuen Ciceró, Plutarc i Diodor de Sicília.